# Hospital de Niños Benjamin Bloom
La Torre del Hospital Nacional de Niños Benjamin Bloom es el Hospital más grande y moderno para la niñez de toda la región Centroamericana, está ubicado en la ciudad de San Salvador, El Salvador.  Cuenta con 10 niveles sobre calle y 1 nivel bajo tierra, y otro edificio anexo de 5 niveles, tiene una altura de 53.3 metros y un área de 14 mil metros cuadrados.

## Historia
Don Benjamín Bloom, un banquero nacido en el Estado de California, Estados Unidos y naturalizado Salvadoreño, donó a la niñez salvadoreña el Primer Hospital de Niños en El Salvador. 
El 6 de noviembre de 1928, por Escritura Pública, Don Benjamín Bloom hizo entrega del hospital a la Sociedad de Beneficencia Pública. Fue inaugurado en el local situado sobre la Calle Arce y 23 Avenida Sur (local que actualmente ocupa la Unidad de Salud 1.º de Mayo del ISSS). Primer Edificio del Hospital Nacional Benjamín Bloom 1928.
En el año 1959, con el objeto de desarrollar una institución más fuerte con una cobertura mayor al sector infantil de la población salvadoreña, se estableció legalmente y por Acuerdo n.º 1445 del Ministerio de Salud Pública y Asistencia Social, la “Fundación Benjamín Bloom”. Dicha fundación se integró por el Comité Directivo, con carácter ad-Honorem, y se comenzó a trabajar intensamente, para poder conseguir que dicha Institución lograra el propósito trazado de darles atención médica a los niños Salvadoreños.
El nuevo hospital fue equipado el 10 de noviembre de 1969 con la colaboración de la Organización Panamericana de la Salud (OPS) y fue entregado por la Junta Directiva de la Fundación al Presidente de la República de El Salvador el 21 de diciembre de 1970, fecha en la que fue inaugurado. 
Desde 1970 mejoró la atención médica en casi todas las áreas, los servicios hospitalarios, se creó la Unidad de Cuidados Intensivos, el Servicio de Rehidratación Oral, la Unidad Maxilofacial y se dio más impulso a crear nuevos programas para los médicos residentes.
La infraestructura ha resistido los embates de la naturaleza y por ende también ha recibido múltiples colaboraciones. entre los cuales se puede mencionar la del Gobierno de Alemania, país que inició su ayuda en 1987 con la donación de 7 casas prefabricadas, con medicinas, material y equipo médico de urgencia. Ese mismo año se iniciaron una serie de reuniones con expertos Alemanes y con el director del nosocomio para trazar y discutir los planos arquitectónicos del nuevo edificio para el hospital.
El 10 de octubre de 1989 se comenzó la reconstrucción del nuevo hospital. El programa de reconstrucción global a cargo del Gobierno de la República Federal de Alemania se realizó en tres etapas. La transformación completa del hospital abarcó el medio ambiente interno y externo, la estructura orgánica funcional y el clima organizacional.
El 10 de mayo de 1993 se inaugura el edificio reconstruido y un nuevo edificio de 5 niveles con equipo moderno, donado totalmente por el Gobierno Federal de Alemania, el 1o de junio de ese mismo año se hace el traslado de los pacientes a las nuevas instalaciones bajo la Dirección del Dr. Luis Antonio Villatoro Valle y la asistencia técnica del Banco Nacional de Alemania (KFW). El sueño de su fundador Don Benjamín Bloom, renace nuevamente como símbolo de esperanza y salud para los niños de El Salvador, representado por el nuevo Hospital Nacional Benjamín Bloom a quien se identificará en todo el documento como HNNBB.

## Actualidad
En la actualidad, año 2020, la infraestructura ha sido remodelada con equipo nuevo, además de pintarse en su totalidad toda la infraestructura, gracias a la Fundación Benjamín Bloom y  a través del Ministerio de Obras Públicas, El Hospital cumple 75 años de Fundación y la torre cumple 50 años de inaugurada.

### Educación
La Fundación Bloom y el Ministerio de Educación (El Salvador) alberga una escuelita con el objetivo de que los niños no pierdan su proceso de aprendizaje formal mientras están en largas y extenuantes terapias. La han bautizado con el nombre de Escuela de Educación Especial “Reinaldo Borjas Porras”, en honor a un benefactor que regalaba fondos para material didáctico para los niños del Hospital Bloom.
Borjas Porras se inspiró por el trabajo de la maestra Marta de Cruz, quien en el año 2001 daba clases particulares a un sobrino ingresado. Al ver el interés de otros niños hospitalizados, quienes se acercaban a escuchar esas clases por el deseo de aprender, empezó a patrocinar la obra para que extendieran las clases para todos los niños. Se buscó la ayuda del Ministerio de Educación (El Salvador) en 2002 y con el apoyo del Bloom fue oficialmente inaugurada la escuela ese mismo año, así los alumnos de la escuela “Reynaldo Borjas Porras”, que funciona en el Hospital Nacional de Niños Benjamín Bloom por sus condiciones de enfermedad y pobreza encuentran acá la única opción de aprendizaje formal mientras reciben tratamiento médico.

### Organización y funcionamiento del Hospital
Misión
Somos un Hospital público de referencia que brinda atención de salud a la población pediátrica, a través de servicios especializados, con recursos humanos multidisciplinarios, desarrollando una gestión basada en valores que garantizan la satisfacción del usuario.

Visión
Convertirnos en un Hospital público de referencia líder en atención especializada que brinde servicios médicos de avanzada a la población pediátrica, basada en la búsqueda permanente del crecimiento profesional y excelencia científica e investigativa, comprometidos con un sistema de valores que evidencie y garantice la satisfacción del usuario.

## División Médica
POR ESPECIALIDADES, DEPARTAMENTOS Y SERVICIOS 
- Departamento de Neonatología
- Servicio de Cuidados Intensivos Neonatales
- Departamento de Medicina Interna
- Departamento de Oncología
- Departamento de Infectología
- Departamento de Nefrología
- Departamento de Hematología
- Departamento de Cuidados Intensivos
- Departamento de Emergencia Médica
- Departamento de Consulta Externa Médica
- División de Cirugía
- Departamento de Cirugía General
- Departamento de Cirugía Plástica
- Departamento de Neurocirugía
- Departamento de Otorrinolaringología
- Departamento de Oftalmología
- Departamento de Ortopedia
- Departamento de Centro Quirúrgico
- Anestesiología
- Central de Esterilización
- Cirugía Ambulatoria
- Departamento de Emergencia Quirúrgica
- Departamento de Consulta Externa Quirúrgica
- División de Enfermería
- División de Servicios Diagnósticos y de Apoyo
- Departamento de Laboratorio Clínico
- Departamento de Laboratorio de Genética
- Departamento de Banco de Sangre
- Departamento de Anatomía Patológica
- Departamento de Imágenes Médicas
- Departamento de Medicina Física y Rehabilitación
- Departamento de Gestión de Suministros y Tecnología Médica
- División Administrativa
- Departamento de Adquisiciones y Contrataciones Institucional
- Departamento de Mantenimiento
- Departamento de Recursos Humanos

## Detalles de la Torre
- Cuenta con 10 niveles sobre calle
- 1 nivel bajo tierra
- Edificio anexo de 5 niveles
- 3 Entradas
- 5 Ascensores
- 14.405 m² de construcción
- La Fundación Benjamín Bloom donó la infraestructura
- El Hospital más grande y completo para la niñez en toda Centroamérica

## Anexos
- Anexo:Edificios de El Salvador
- Anexo:Edificios más altos de Centroamérica